# Gabriel Busquets Aparicio
Gabriel Busquets Aparicio (Inca, 10 de abril de 1950) es un antiguo diplomático español.

## Biografía
Licenciado en Derecho, ingresó en 1977 en la carrera diplomática.
Ha estado destinado en las representaciones diplomáticas españolas en Etiopía, República Federal de Alemania, Bélgica y Marruecos. También fue subdirector general de Acción y Cooperación Cultural, embajador de España en Irán y director general de Política Exterior para el Mediterráneo, Oriente Medio y África. 
Ha sido embajador de España en Alemania (2004-2008), Argelia (2008-2013) y Suecia (2017-2020).